# شهرستان اولیاءکول
شهرستان اولیاءکول (به قزاقی: Әулиекөл ауданы، اۋليەكول اۋدانى) یک شهرستان در قزاقستان است که در استان قوستانای واقع شده‌است. شهرستان اولیاءکول ۴۶٬۰۷۱ نفر جمعیت دارد.